# The Paranoid Style in American Politics
The Paranoid Style in American Politics ist der Titel eines Essays des US-amerikanischen Historikers Richard J. Hofstadter, der erstmals in Kurzform im November 1964 in Harper’s Magazine veröffentlicht wurde. 1965 veröffentlichte der Autor eine Essaysammlung in Buchform unter dem Titel The Paranoid Style in American Politics, and Other Essays, die die ausführlichere Fassung des ursprünglichen Essays enthielt.
Den paranoiden Stil definiert Hofstadter durch „Eigenschaften hitziger Übertreibung, Verdächtigungen und Verschwörungsfantasien“.
Hofstadter veröffentlichte den Aufsatz, nachdem Senator Barry Goldwater die Nominierung der Republikanischen Partei gegen den gemäßigten Kandidaten Nelson A. Rockefeller gewonnen hatte. Hofstadter untersuchte aus diesem Anlass den Einfluss von Verschwörungstheorien in der US-amerikanischen Geschichte, den er vorher eher für marginal gehalten hatte. Barry Goldwater war für ihn der Ausdruck dafür, dass rechtsextreme Randphänomene der Gesellschaft in der Mitte der republikanischen Partei angekommen waren.
Der Essay wurde in der jüngeren Vergangenheit vor allem in Bezug auf den Wahlkampfstil Donald Trumps von dessen Kritikern häufiger zitiert.

## Entstehung
Sean Wilentz, der auch Zugang zu den Nachlasspapieren Hofstadters hatte, stellt die Entstehungsgeschichte im Vorwort zur Vintage-Ausgabe des Essays ausführlich dar: Der Essay entstand unmittelbar aus der gleichnamigen Herbert-Spencer-Vorlesung, die Hofstadter im November 1963 an der Oxford University hielt. Er wurde 1964 in der Novemberausgabe des Harper’s Magazine veröffentlicht.
Die Vorlesung hatte ihren Grund in der Besorgnis Hofstadters wegen des wachsenden Rechtsextremismus in den USA, beispielsweise in der Hysterie der McCarthy-Zeit und in den vermehrt auftretenden rechtsradikalen Organisationen wie der John Birch Society. Hofstadter hielt diese Bewegungen nicht für Auswirkungen des europäischen Faschismus, sondern für originär US-amerikanisch. Bei der Erforschung der historischen Wurzeln stieß er auf das Phänomen des „paranoiden Stils“, das er bei rechts- wie linksextremen Bewegungen diagnostizierte, aber auch bei „guten“ Bewegungen, wie dem Antislavery movement.
Auslöser der Beschäftigung Hofstadters mit der Thematik war der Wahlkampf Barry Goldwaters, der seiner Meinung nach paranoide Züge hatte, die vorher nur bei rechten Randgruppen zu finden waren und die Eisenhower noch wenige Jahre zuvor für „dumm“ und bedeutungslos gehalten hatte. 1958 hatte Hofstadter selbst in einem unpublizierten Essay das Potential des Rechtsextremismus noch als gering eingeschätzt. Obwohl Goldwaters Kampagne keinen Erfolg hatte, war Hofstadter überzeugt, dass die Merkmale seines Wahlkampfs bleibenden und prägenden Charakter hätten. Der paranoide Stil war in seiner Sicht zu einem eindrucksvollen Faktor der Politik geworden („a formidable force in our politics“).
Einen frühen Vorläufer der Thematik des paranoiden Stils sieht Wilentz in Hofstadters Essay The Pseudo-Conservative Revolt von 1954, der 1955 im Sammelband The Radical Right abgedruckt wurde. Hier unterscheide Hofstadter zwischen der traditionellen konservativ-pragmatischen Ausrichtung der Politik und dem mit Adorno pseudo-konservativ genannten politischen Verständnis McCarthys, das nur eine konservative Maske sei, hinter der sich tiefer Hass auf die amerikanische Gesellschaft verberge. Die Pseudokonservativen leugneten ihre eigene Radikalität und seien im Kampf gegen angebliche subversive Kräfte selbst subversiv geworden, indem sie alles verteufelten, was neben ihrer eigenen Position an gesellschaftlichen Kräften vorhanden war, bis hin zur bisherigen Richtung des Konservativismus Eisenhowers. Dabei würden sie sogar von Wählerschichten unterstützt, die von der neuen Steuer- und Sozialpolitik in Abkehr vom New Deal nur Nachteile zu erwarten hatten: die vom sozialen Abstieg gefährdeten Gruppen der WASPs und der alteingesessenen deutschen und irischen katholischen Einwanderer. „Statusorientierte Politik“ sei an die Stelle von Interessenpolitik getreten.
Sean Wilentz kommentiert kritisch, Hofstadter habe in diesem frühen Essay die Bedeutung des protestantischen Fundamentalismus übersehen und in seiner sozialwissenschaftlichen Ausrichtung und Fokussierung auf McCarthy nicht erkannt, wie sehr die US-amerikanische Geschichte schon vorher von ähnlichen Phänomenen geprägt gewesen sei (Alien and Sedition Acts, Charles Coughlin etc.).
1955 erarbeitete Hofstadter auf Wunsch der Ford-Foundation ein Memorandum zum Rechtsextremismus, in dem er zur Irritation von Fachkollegen den Ausdruck paranoid benutzte. Die Darstellung der Vorgeschichte begann nun mit der Anti-Freimaurer-Bewegung in den 1820ern und endete mit dem Ku-Klux-Klan. Hier berücksichtigte Hofstadter auch erstmals den Bezug zu „Verschwörungstheorien“.
In der gleichnamigen Essaysammlung steht der Essay in seiner ursprünglichen ausführlichen Form an erster Stelle des ersten Teils Studien der amerikanischen Rechten, gefolgt von Die pseudokonservative Revolte -1954, Pseudokonservativismus revisited -1965 und Goldwater und die pseudokonservative Politik. Der zweite Teil mit der Überschrift Einige Probleme der modernen Zeit enthält die Aufsätze Kuba, die Philippinen und Manifest Destiny, Was geschah mit dem Antitrust-Movement? und Free Silver and the Mind of “Coin” Harvey.

## Thematik
Der Ausdruck „paranoider Stil“ ist nach Angaben des Autors eine metaphorische Übertragung eines Krankheitsbildes der klinischen Psychiatrie. Hofstadter bestätigt, dass der Ausdruck pejorativen Charakter haben soll, um etwas zu beschreiben, was abzulehnen sei. Er unterscheidet dabei streng zwischen dem auf einzelne Persönlichkeiten bezogenen individuellen Krankheitsphänomen und dem auf die Gesellschaft übertragenen Sinn:
„Obwohl beide in ihrer Ausdrucksweise überhitzt, über-misstrauisch, über-aggressiv, grandios und apokalyptisch sind, sieht der klinisch kranke Paranoiker die feindliche Welt lediglich als gegen sich persönlich gerichtet an. Der Vertreter des paranoiden Politikstils hingegen behauptet, die feindlichen und verschwörerischen Kräfte seien gegen eine Nation, eine Kultur oder einen Lebensstil gerichtet, also nicht nur gegen ihn, sondern gegen Millionen andere.“
Er definiert den Stil andernorts auch durch „qualities of heated exaggeration, suspiciousness, and conspiratorial fantasy“, Eigenschaften hitziger Übertreibung, Verdächtigungen und Verschwörungsphantasien.
Charakteristisch fand Hofstadter außerdem die Vorstellung, dass die ganze Weltgeschichte durch eine Verschwörung gesteuert sei. Ein weiteres Merkmal sei, dass die minutiöse, faktenorientierte und hochkohärente Argumentationsweise der Theoretiker oft die üblichen wissenschaftlichen Darstellungen an Genauigkeit und Gründlichkeit übertreffe und sich von ihnen nur in einem Punkt durch einen Sprung in die Phantasie und Unlogik unterscheide.
Psychologische Projektionen der Persönlichkeit des Verschwörungstheoretikers auf den „Feind“ gelten Hofstadter als wesentliches Charakteristikum des paranoiden Politik-Stils der USA:
Dieser Feind scheint in vielerlei Hinsicht eine Projektion des eigenen Ichs zu sein; Ihm werden sowohl die idealen als auch die inakzeptablen Aspekte der eigenen Persönlichkeit zugeschrieben. Ein grundlegendes Paradox des paranoiden Stils ist die Nachahmung des Feindes. Der Feind kann zum Beispiel der kosmopolitische Intellektuelle sein, aber die Paranoiden werden ihn in den wissenschaftlichen Techniken, sogar was Pedanterie betrifft, übertreffen. (…) Der Ku-Klux-Klan imitierte den Katholizismus bis hin zu priesterlicher Kleidung, entwickelte ein ausgefeiltes Ritual und eine ebenso gut durchdachte Hierarchie. Die John Birch Society ahmt kommunistische Zellen und quasi geheime Operationen durch „Frontgruppen“ nach und predigt eine rücksichtslose Durchführung des ideologischen Krieges in einer Weise, die derjenigen des kommunistischen Feindes sehr ähnlich ist. Die Sprecher der verschiedenen fundamentalistischen antikommunistischen „Kreuzzüge“ drücken offen ihre Bewunderung für die Hingabe, Disziplin und den strategischen Einfallsreichtum aus, die die kommunistische Sache hervorbringt.

## Kritik
Michael Paul Rogin unterzog in seiner Publikation The Intellectuals and McCarthy: The Radical Specter (1967) Hofstadters These hinsichtlich der Populist Party der 1890er Jahre und ähnlicher progressiver Gruppen einer Kritik. Die ethnischen und religiösen Gruppen, die Joseph McCarthy und andere „paranoide Persönlichkeiten“ unterstützten, unterscheiden sich seiner Meinung nach deutlich von den Unterstützern der Populisten und ihrer Nachfolger. Außerdem sei der Ursprung der McCarthy-Bewegung nicht wie von Hofstadter angenommen bei den radikalen agrarischen Gruppen zu finden. Trotz dieser Kritik und den wesentlichen Unterschieden der beiden Richtungen würden rechter und linker Populismus weiterhin vermischt. Diese Tendenz sei eine langfristige Folge des Werkes von Hofstadter.
Auch Samuel DeCanio stellte 2013 in seinem Artikel Populism, Paranoia, and the Politics of Free Silver dar, dass die politische Auffassung der Populisten keineswegs paranoid gewesen sei. Ihre Kritik an der Bestechungspraxis der Banker zur Beeinflussung der Geldpolitik im 19. Jahrhundert treffe weitgehend zu. DeCanio zeigt auf, dass im Coinage Act von 1873 die Gesetzgebung bei ihrer Beseitigung des Bimetallismus, die die Populisten als das „Verbrechen von 1873“ brandmarkten, durch Bestechungsgelder des Präsidenten der kalifornischen Staatsbank, William Ralston, beeinflusst wurde, die an Henry Linderman, den Leiter der Münzprägeanstalt in Philadelphia, gezahlt wurden. DeCanios Artikel enthält eine Kopie des Schecks. Aufgrund dieser Tatsache hält DeCanio die Auffassung der Populisten hinsichtlich ihrer Interpretation der Bestechungspraxis für zutreffender, als Hofstadter angenommen hatte.
1992 kam Milton Friedman zu dem Ergebnis, dass der Abschied vom Bimetall-Standard im Jahre 1872 zu größerer Preisinstabilität geführt habe, die mit dem alten Standard hätte vermieden werden können. Mit diesem Fehler sei der US-Wirtschaft langfristig großer Schaden zugefügt worden.
Außerdem wurde Hofstadter von David Brion Davis vorgehalten, dass die antisubversive Bewegung von 1820 bis 1840 nicht einfach pathologisch gewesen sei.
Die Marginalitätshypothese wurde von Peter Knight, Mark Fenster und Timothy Melley relativiert.
Bernd Ostendorf untersuchte die Verbindung zu Kultur und Religion.
Jovan Byford kritisierte den Gebrauch des Wortes paranoid. Hofstadter unterscheide nicht immer den klinischen vom metaphorischen Sinn, sondern pathologisiere die Vertreter dieses paranoiden Stils, indem er ihnen beispielsweise die Neigung zu sadomasochistischen Phantasien zuschreibe.

## Bedeutung
2007 urteilte Scott Horton, der Essay Hofstadters sei einer der wichtigsten und einflussreichsten Artikel in den 155 Jahren der Geschichte des Harper’s magazine.
Der Politikwissenschaftler Michael Barkun kritisiert, dass man mit Hofstadters kritisch gemeinter Wortschöpfung „paranoider Stil“ Gefahr laufe, Menschen abzustempeln, deren Meinungen man missbilligt. Diese Stigmatisierung werde von Anhängern von Verschwörungstheorien als Beweis für die Richtigkeit ihrer Behauptungen umgedeutet, denn wenn diese nicht wahr wären, müssten sie ja nicht so entschieden ausgegrenzt werden.
Der Amerikanist Michael Butter nennt Hofstadters Aufsatz die bis dahin einflussreichste Analyse von Verschwörungstheorien. Zahlreiche Qualitätsmedien in Deutschland und in den USA bezogen sich während des amerikanischen Präsidentschaftswahlkampfs 2015/16 darauf, um das Phänomen Donald Trump zu analysieren. Andererseits habe sich Hofstadters Ansatz, Anhänger von Verschwörungstheorien zu pathologisieren, als verfehlt erwiesen. Untersuchungen hätten ergeben, dass ein beträchtlicher Teil der amerikanischen und der deutschen Bevölkerung an mindestens eine Verschwörung glauben. Mithin sei es nicht sinnvoll, diese Menschen alle als paranoid hinzustellen.
Historiker haben den paranoiden Stil auch auf andere politische Bewegungen angewandt, wie etwa auf die Constitutional Union Party von 1860. Hofstadters Ansatz wurde später auch auf Gruppen der Neuen Rechten, einschließlich der Politischen Rechten, der Christlichen Rechten und der Patriotischen Bewegung übertragen. Laut dem Politikwissenschaftler Daniel C. Hellinger brachte der Wahlsieg Donald Trumps bei den Präsidentschaftswahlen 2016 den „paranoiden Stil“ ins politische Entscheidungszentrum der Vereinigten Staaten.

## Aktualität
Marcus Pindur vom Deutschlandfunk urteilt, angesichts des Wahlkampfes von Donald Trump hätte die psychologische Analyse Hofstadters nichts an Aktualität verloren. Zwar sei der paranoide Stil in Minderheiten präsent, aber in Zeiten der Krise könne er zum Massenphänomen werden, wie die Wahl Trumps deutlich mache. Deutlich werde an diesem Beispiel auch die Austauschbarkeit der Inhalte bei gleich bleibenden formalen Elementen: dem Glauben an die Unterwanderung der Elite und die militante Konfrontation des Gegners.
Auch Hans Hütt von Der Freitag ist der Auffassung, 52 Jahre nach Erscheinen des Essays habe Donald Trump alle Beobachtungen Hofstadters wie ein Skript befolgt. Paranoia manifestiere sich jedoch nicht nur in schrillen Tönen. Auch ihr scheinbar völliges Fehlen lasse sich nach Auffassung des Rezensenten als Indiz für ihre Präsenz lesen, wie dies bei Hillary Clinton der Fall sei. Die Struktur dieses Denkens bezeuge den Charakter einer Projektion: „Im Feind erkennen sich die Paranoiker selbst, weshalb der Kampf nur tödlich ausgehen kann. Sie ahmen den Feind bis ins Detail nach, um ihn besser vernichten zu können.“ Besondere Aufmerksamkeit verdiene in diesem System die Figur des Abweichlers, dessen Enthüllungen als unhinterfragbare Wahrheit gelten würden.
Schon im Wahlkampf von 2009 hatte Andrea Böhm von der Zeit in den Angriffen gegen die Gesundheitsreform des „illegalen“ Obama den paranoiden Stil Hofstadters entdeckt. Dieser sei jedoch eine Konstante der amerikanischen Politik, in der die angry white males über die Wahlen entscheiden. „…in den vergangenen dreißig Jahren haben ‚zornige weiße Männer‘ die größten politischen Erfolge mit diesem Stil erzielt.“
Wolf Lepenies sah in der Welt 2016 auch in der EU und in Deutschland den paranoiden Stil am Werk. Die Ausdrücke „Wutbürger“ und „Lügenpresse“ klangen für Lepenies wie die deutsche Übersetzung von Hofstadters Ausdrücken „Angry Minds“ und „Managed News“, schon der Ausdruck „Pegida“ sei das Kürzel paranoider Politik: „Der Anhänger von Pegida engagiert sich für eine große Sache, er ist nicht nur Dresdner und Deutscher, sondern Europäer. Er kämpft gegen die größtmögliche Bedrohung, die in der westlichen Welt denkbar ist: die Zerstörung des Abendlandes. Und als Bedrohung wird das größtmögliche Übel identifiziert: ‚der Islam‘“. Lepenies erwartete mit dem Stimmenzuwachs für die AfD, dass in Deutschland der „paranoide Stil“ zum Bestandteil des politischen Alltags wird.